# Castello di Comano
Il castello di Comano è una fortificazione medievale che si trova nel comune omonimo, in provincia di Massa Carrara nella storica regione della Lunigiana.
È situato sopra un colle a circa 600 metri di altitudine nella profonda valle del Taverone. In passato fu importante per la sua posizione strategica al confine tra l'Emilia-Romagna e la Toscana e per il grande valore economico del suo centro agricolo. La prima fonte scritta relativa all'antico castello risale all'884 anche se  ritrovamenti settecenteschi rivelano frequentazioni della valle già in epoca romana.

## La storia
Nell'884 il marchese e duca di Toscana Adalberto I donò il castello al monastero benedettino di Aulla. Comano rientrava nell'importante corte che nel 937 il re Ugo, dopo averne spogliati i figli di Adalberto II, diede in dote alla moglie Berta assieme a 60 mansiones. Le origini di questo castello sono legate alla necessità di protezione di una qualche curtis rurale sorta nella zona.
Il castello passò in seguito sotto il controllo degli Estensi e poi sotto i Malaspina: nel 1164 l'imperatore Federico Barbarossa attribuì la quarta parte del feudo di Comano all'alleato Obizzo Malaspina, investitura poi confermata nel 1220. Comano ed il suo castello passano poi nel marchesato di Filattiera ed in seguito nel marchesato di Olivola, assieme al castello di Groppo San Pietro. In questo periodo è qui vassalla dei Malaspina la famiglia dei Dallo: un fratricidio interno alla famiglia nella prima metà del Trecento provocò l'intervento di Spinetta Malaspina che uccise gli assassini e annesse il castello al marchesato della Verrucola. Alla metà del XV secolo il marchesato e tutti i suoi castelli per eredità passarono sotto la Repubblica fiorentina.
In un documento del maggio 1481 redatto a Fivizzano dal locale castellano e diretto al governo fiorentino c'è testimonianza dei gravi danni apportati ai castelli in zona da un terremoto: lunedì a dì 7, a ore 19, venne un tremuoto terribile, lo quale ha fatto rovinare in questo paese [...] la fortezza di groppo S. Piero, tutta fracassata eccetto la torre principale nella quale s'è ridotto il castellano; male in axetto la fortezza di Comano, quella di Saxalbo fracassata in modo che non vi si può abitare.

## La struttura oggi
Della struttura resiste solo il dongione, torre cilindrica del XIII secolo, racchiuso dalla cortina muraria del Quattrocento dotata di torri di fiancheggiamento. La torre è caratterizzata da una merlatura guelfa e beccatelli in pietra tipici delle torri malaspiniane secondo un modello facilmente riconoscibile nel castello di Malgrate, Bagnone e Treschietto. All'epoca l'ingresso avveniva a un piano rialzato e tramite scale retrattili come d'uso nei sistemi difensivi medievali.
Il circuito murario è dotato di torri di fiancheggiamento e un'unica porta d'accesso. All'interno sono individuabili i ruderi di una  residenza probabilmente costruita in epoca successiva.